# 中山勇
中山 勇 (なかやま いさむ、1957年10月12日 - )は、日本の実業家。元カネ美食品代表取締役会長。東京都出身。

## 経歴
東京都立戸山高等学校を経て、1981年東京大学農学部を卒業。伊藤忠商事に入社後、油脂第一課長、油脂部長、食料部門長代行、飼料・穀物部長、広報部長、執行役員、常務執行役員食糧部門長。2013年、ファミリーマート社長。2016年9月、 ユニー・ファミリーマートホールディングス代表取締役副社長、同月ファミリーマート代表取締役会長、2017年ユニー取締役。2018年、ファミリーマート取締役会長、2019年5月、カネ美食品代表取締役会長。2020年5月、退任。6月、モスフードサービス社外取締役。